# Oh! Carol
"Oh! Carol" là một bài hát hit quốc tế của Neil Sedaka sáng tác năm 1958. 
Bài hát được Sedaka đồng sáng tác với Howard Greenfield. Ca khúc này đạt vị trí số 9 trong bảng xếp hạng của Mỹ vào năm 1959. Nó cũng là bài hát đầu tiên của Sedaka giành vị trí đứng đầu bảng xếp hạng khi nó đã đứng đầu trên bảng xếp hạng ở Ý bốn tuần liền trong tháng 1 năm 1960. Sau khi phát hành single, nó đã được đưa vào album Neil Sedaka Sings Little Devil and His Other Hits. Bài hát được chú ý khi Sedaka đọc thay vì hát phần điệp khúc trong lần hát thứ hai.

## Các phiên bản khác
- The Four Seasons (in their album Sherry & 11 Others (1962)
- Blue Diamonds (1960)
- The Hep Stars (1965)
- Eddie Peregrina (1972)
- Karina (1974)
- General Saint featuring Don Campbell[1] (a minor hit in United Kingdom reaching #54 in the UK Singles Chart (1994)
- Stereo Nation (1998)
- The title song of the Bollywood movie Kya Kehna is an unauthorized copy.